# إدموند في. لودفيغ
إدموند في. لودفيغ (بالإنجليزية: Edmund V. Ludwig)‏ هو محامي وقاضي أمريكي، ولد في 20 مايو 1928، وتوفي في 17 مايو 2016 في Doylestown, Pennsylvania ‏ في الولايات المتحدة.